# Schillingsbek

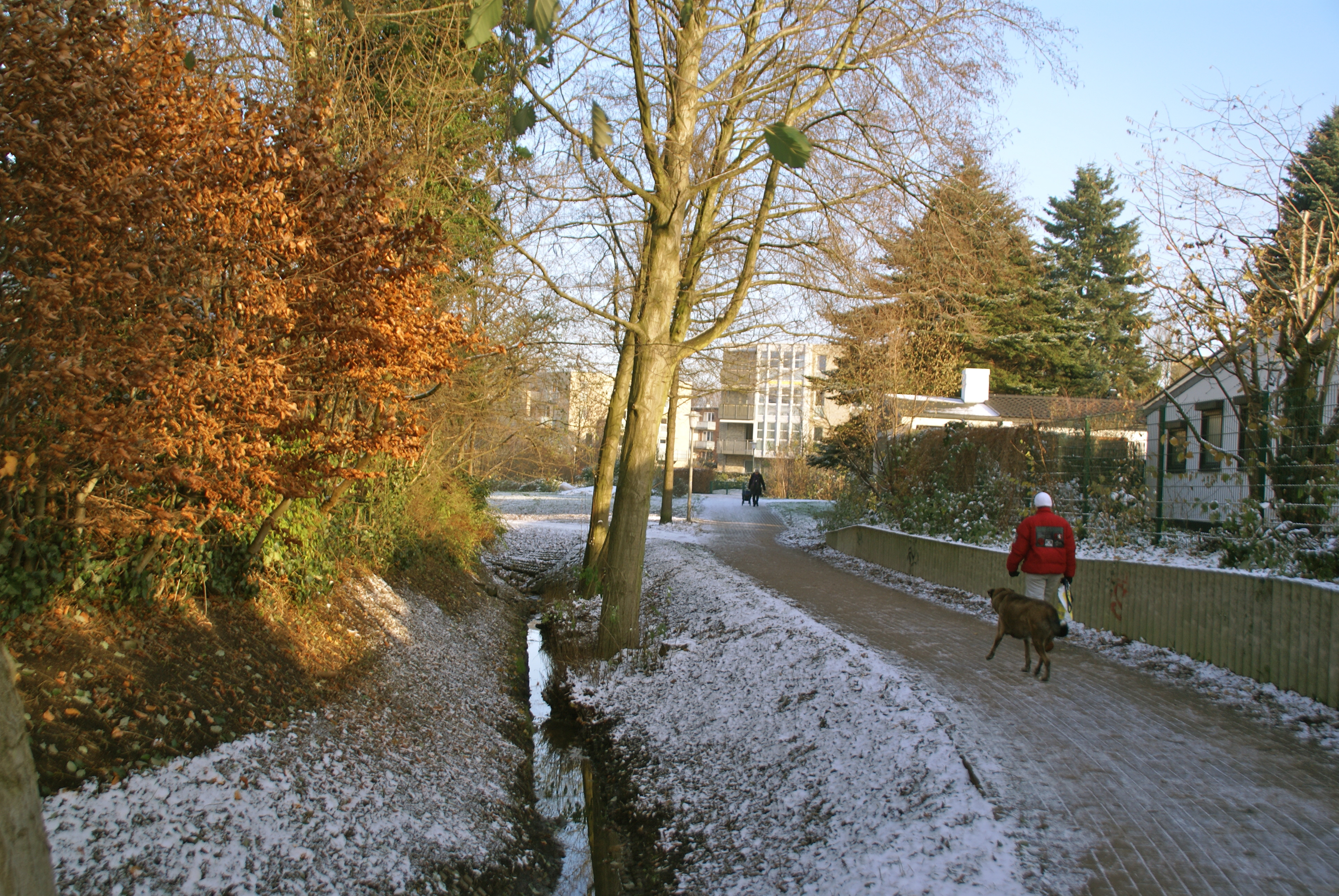
El sender al riu

El Schillingsbek és un riu d'Hamburg (Alemanya). Neix a Lokstedt a prop del zoo Hagenbecks Tierpark i desemboca al Kollau al mateix nucli.
El 1819, el propietari i negociant hanseàtic von Eycken va crear un estany als jardins de la seva vil·la en construir un pantà al rierol, el tot que avui va esdevenir un parc públic. El 2005, l'associació per a la protecció de la natura NABU, va començar la lluita contra les plantes invasores com la balsàmina d'Índia o la poligonàcia del Japó que van pujar les megafòrbies autóctons. El 2009 NABU, en col·laboració amb l'ajuntament, va separar el rierol i conduir-lo al marge de l'estany, per a millorar la qualitat de l'aigua i permetre el pas dels peixos i van reintroduir plantes típiques com lythrum salicaria, filipendula i lilium que creen un biòtop que atreu una gran varietat d'espècies.

## Afluent
- Lohbek

Fotos d'amunt a avall

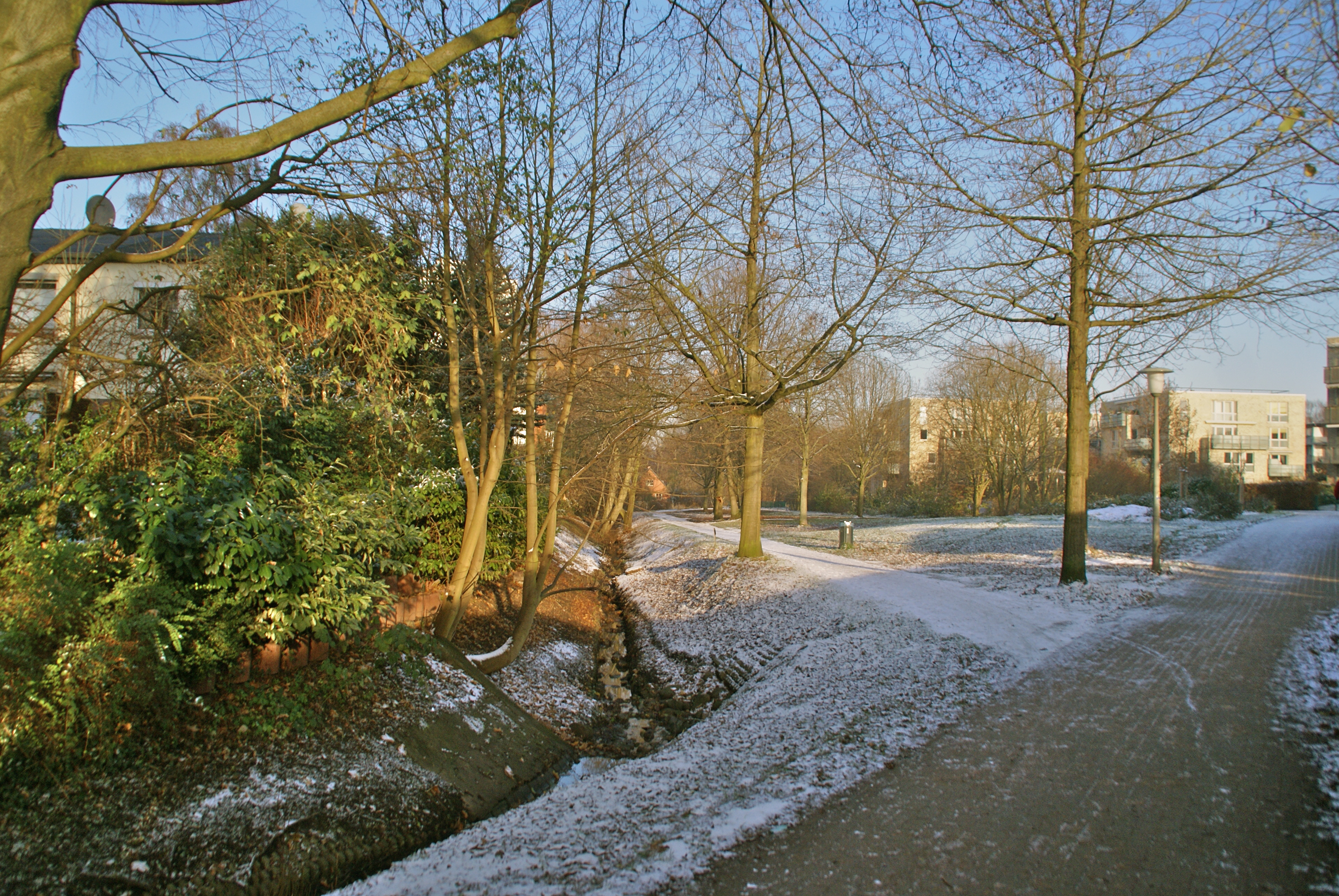
El sender al marge del riu
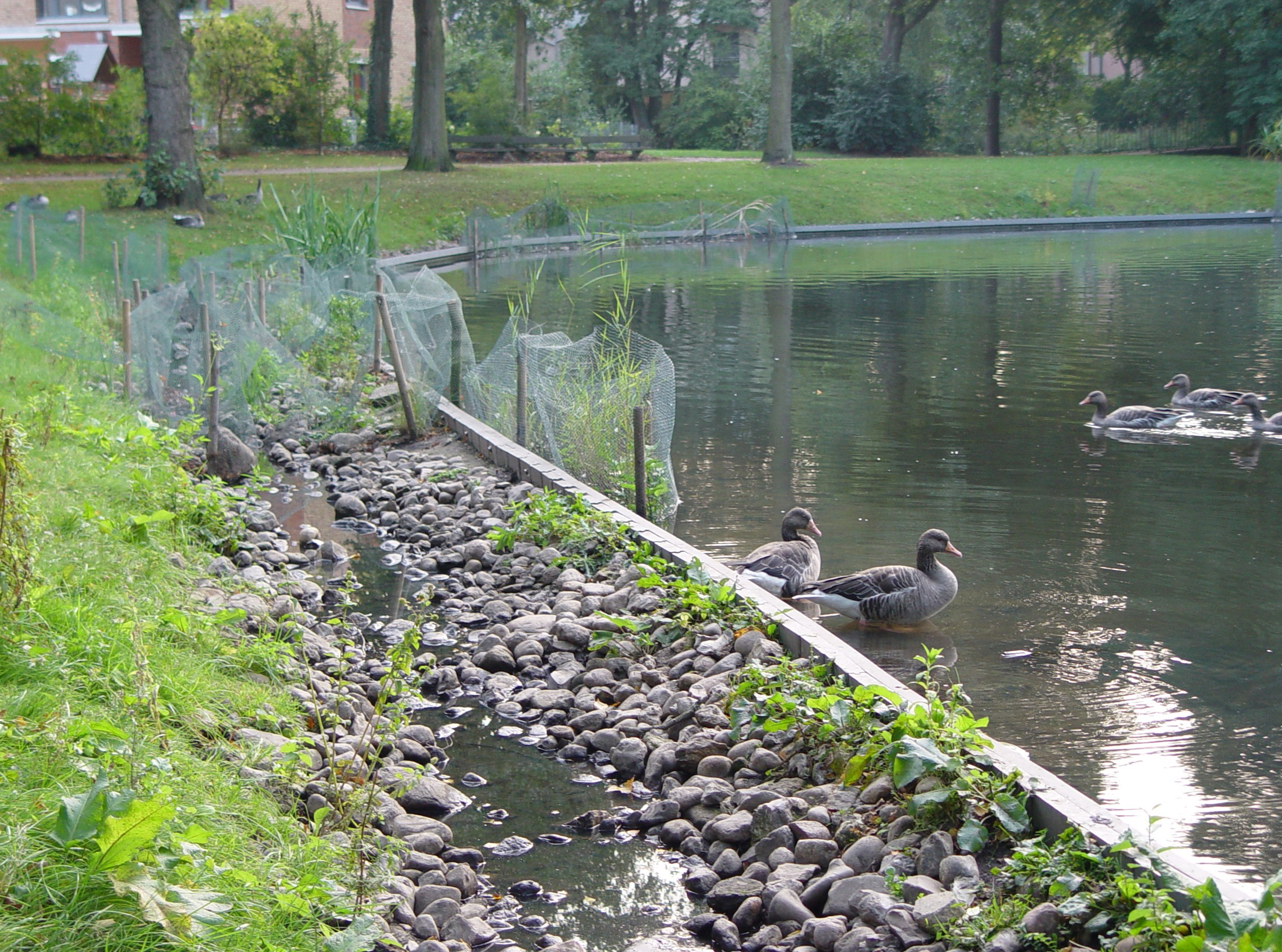
El by-pass per als peixos al costat de l'estany del Von Eicken Park
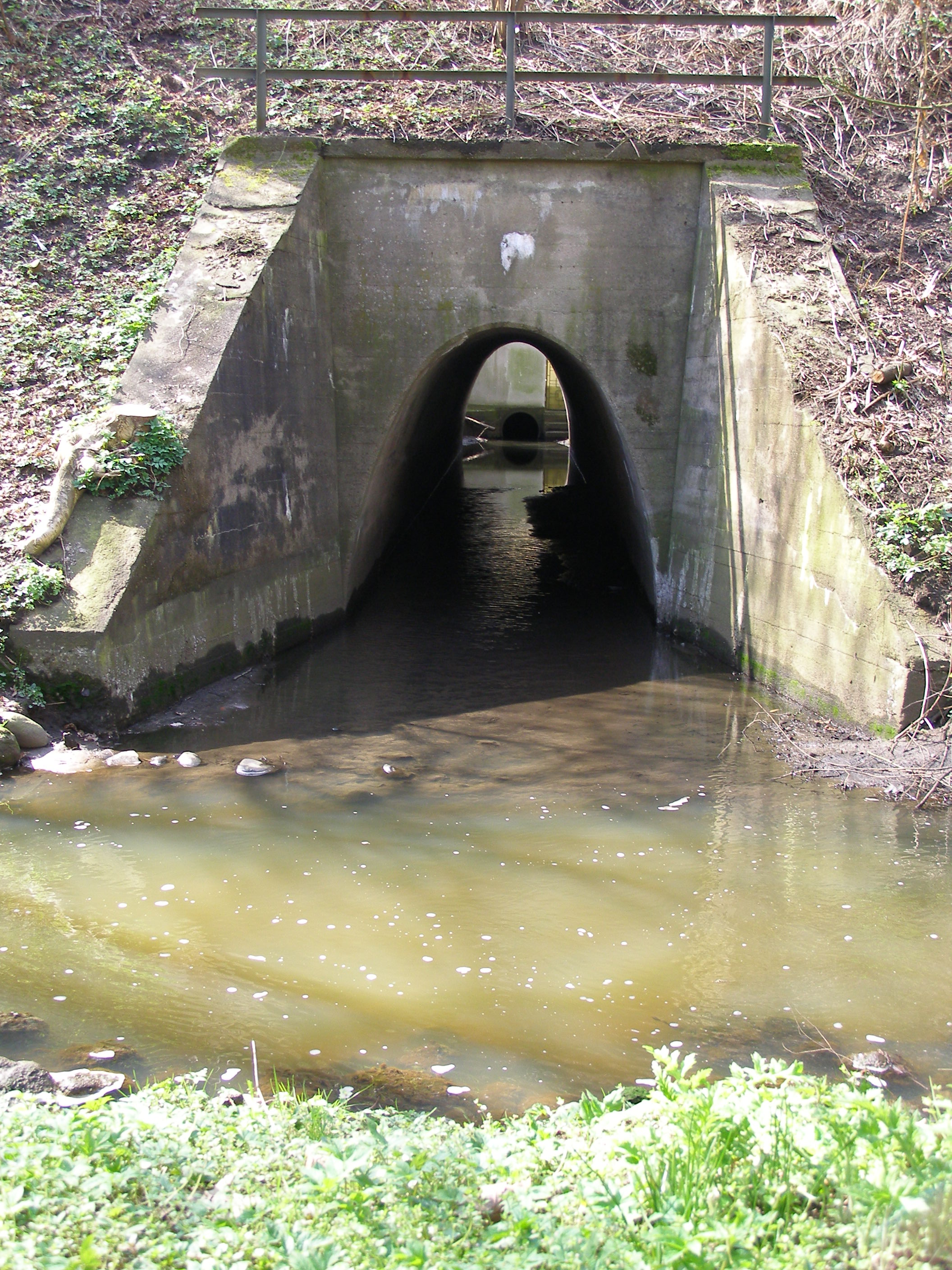
La desembocadura al Kollau